# Burewala

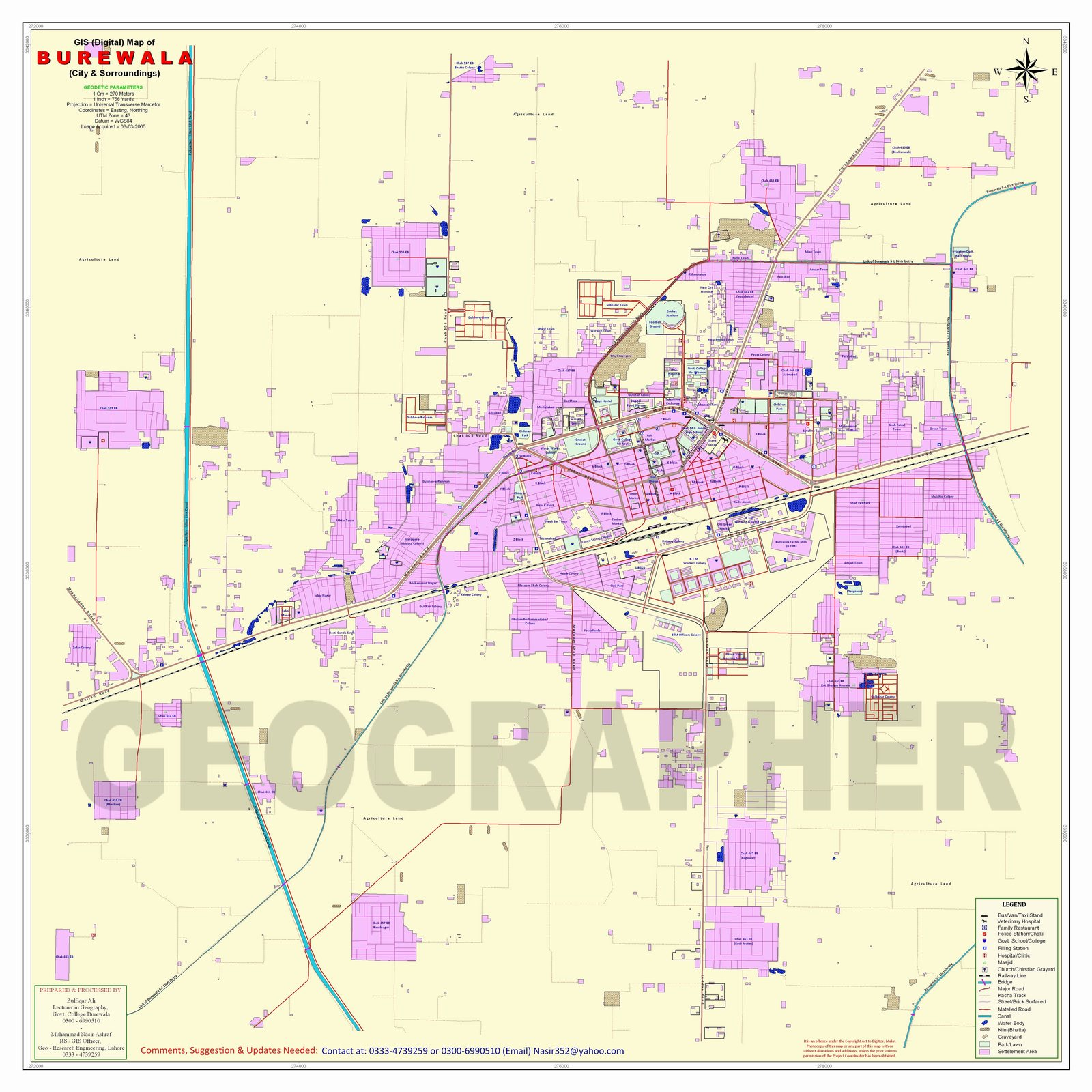
Bản đồ số Burewala, Pakistan

Burewala (tiếng Urdu: بورے والا) là một thành phố quận Vehari ở phía nam Punjab, Pakistan. Thành phố nằm ở độ cao 133 mét trên mực nước biển. Thành phố có dân số ước tính năm 2010 là 209.343 người so với dân số 150.000 người theo điều tra năm 1998. Đây là thành phố lớn thứ 32 quốc gia này còn năm 2000 đây là thành phố lớn thứ 31 của Pakistan tính theo dân số . Thành phố là nơi đóng trụ sở của Burewala Tehsil, một đơn vị hành chính của quân. Thành phố có cự ly 1035 km so với Karachi, 187 km so với Faisalabad, 208 km so với Lahore, 135 km so với Multan, 35 km so với Vehari. 40 km so với Arifwala,75 km so với Pakpattan và 103 km so với Bahawalpur.